# First National Pictures
First National Pictures was een Amerikaans filmproductie- en distributiebedrijf. Het werd in 1917 opgericht als First National Exhibitors' Circuit, een vereniging van onafhankelijke bioscoopexploitanten in de Verenigde Staten, en werd de grootste theaterketen van het land.
Het bedrijf breidde zijn activiteiten uit van het louter vertonen van films naar het distribueren ervan en werd in 1919 heropgericht als Associated First National Theatres en Associated First National Pictures. In 1924 werd er ook begonnen met het produceren van films en als First National Pictures werd het een belangrijke studio in de filmindustrie. Het bedrijf had onder andere Mary Pickford en Charles Chaplin onder contract. Chaplin draaide er zijn eerste langspeelfilm, The Kid, die een gigantisch succes werd. In 1926 bouwde het bedrijf een gloednieuwe filmstudio op een terrein van 25 ha in Burbank (Californië).
In september 1928 kwam First National onder controle van Warner Bros., waarin het op 4 november 1929 volledig werd opgenomen. Tot juli 1936 bracht Warner Bros. nog een aantal films uit onder het First National-merk, daarna werd First National Pictures ontbonden.